# كازوهيرو ساساكي
كازوهيرو ساساكي (باليابانية: 佐々木主浩؛ بالكانا: ささき かづひろ) هو لاعب كرة قاعدة ياباني، ولد في 22 فبراير 1968 في سنداي في اليابان.

## وصلات خارجية
- كازوهيرو ساساكي على موقع دوري كرة القاعدة الرئيسي (الإنجليزية)
- كازوهيرو ساساكي على موقع الدوري الياباني لكرة القاعدة (الإنجليزية)
- كازوهيرو ساساكي على موقعبيزبول رفرنس.كوم (الدوري الرئيسي) (الإنجليزية)
- كازوهيرو ساساكي على موقعبيزبول رفرنس.كوم (الدوري الثانوي) (الإنجليزية)
- كازوهيرو ساساكي على موقع إي إس بي إن.كوم (أم.أل.بي) (الإنجليزية)
- كازوهيرو ساساكي على موقع مشجعي الرسوم البيانية (الإنجليزية)
- كازوهيرو ساساكي على موقع ديسكوغز (الإنجليزية)